# Jonathan Salinas
Jonathan Jesús Salinas Duque (Rubio, 31 mei 1990) is een Venezolaans wielrenner.

## Carrière
In 2011 won Salinas de tweede etappe van de Ronde van Bolivia, deze telde echter niet mee voor het algemeen klassement. Salinas moest tot november 2013 wachten op zijn eerste UCI-overwinning: in de eerste etappe van de Ronde van Bolivia (die ditmaal wel meetelde voor het klassement) klopte hij Alfredo Lucero en Salvador Moreno in een sprint met drie. Later die ronde won hij ook nog deel B van de negende etappe.
Het jaar 2014 was het meest succesvol voor de Venezolaan. In de tweede etappe van de Ronde van Táchira wist hij Félix Cardenas een seconde voor te blijven op de eindstreep, waarna nog vijf top-tienplaatsen volgden. Dit resulteerde in een negende plaats in het eindklassement, op ruim acht minuten van Jimmi Briceño. Aangezien Briceño later werd betrapt op het gebruik van verboden middelen, schoof Salinas een plek op in het klassement. Later dat jaar wist Salinas in de Ronde van Venezuela tot vier keer toe tweede te worden, zes dagen lang de leiderstrui te dragen, en het eindklassement te winnen met een voorsprong van slechts zes seconden op Carlos Gálviz. Een maand later, in augustus, was enkel Camilo Tique Salinas te snel af in de eerste etappe van de Ronde van Bolivia. Salinas' prestaties in 2014 resulteerden in een achtste plaats in het eindklassement van de UCI America Tour.
In december 2015 won Salinas een etappe en het puntenklassement in de Ronde van Costa Rica. Een maand later won hij de derde etappe in de Ronde van Táchira door in de sprint af te rekenen met onder meer Jonathan Monsalve en Juan Murillo. In 2017 won hij wederom een etappe in de Ronde van Táchira, ditmaal door na een lange klim met een voorsprong van vier seconden op zijn naaste achtervolger solo als eerste in Santo Domingo aan te komen.

## Overwinningen
2012
Jongerenklassement Ronde van Táchira
2013
1e en 9e etappe deel B Ronde van Bolivia
2014
2e etappe Ronde van Táchira
Eindklassement Ronde van Venezuela
2015
3e etappe Ronde van Costa Rica
Puntenklassement Ronde van Costa Rica
2016
3e etappe Ronde van Táchira
2017
5e en 8e etappe Ronde van Táchira
Eind- en bergklassement Ronde van Táchira
2018
4e en 6e etappe Ronde van Guadeloupe
Puntenklassement Ronde van Guadeloupe
2019
2e etappe Ronde van Táchira
2e etappe Ronde van Guadeloupe
Bergklassement Ronde van Guadeloupe